# Rhipidia trigracilis
Rhipidia trigracilis är en tvåvingeart som först beskrevs av Alexander 1958.  Rhipidia trigracilis ingår i släktet Rhipidia och familjen småharkrankar.
Artens utbredningsområde är Madagaskar. Inga underarter finns listade i Catalogue of Life.